# Zweite Dahlquist-Barriere
In der Numerik von gewöhnlichen Differentialgleichungen besagt die zweite Dahlquist-Barriere, dass ein A-stabiles lineares Mehrschrittverfahren maximal Konvergenzordnung 2 haben kann. 
Sie wurde 1963 von Germund Dahlquist bewiesen. Aus dem Beweis folgt ebenfalls die Aussage, dass die Trapezregel unter allen A-stabilen Verfahren von Ordnung 2 mit 1/12 die kleinste Fehlerkonstante besitzt. Diese Aussage wird manchmal als Teil der zweiten Dahlquist-Barriere angegeben. 
Die Barriere ist eine starke Einschränkung an Black-Box-Löser für gewöhnliche Differentialgleichungen, da so für hohe Ordnung nur Verfahren mit schwächeren Stabilitätseigenschaften zur Verfügung stehen, die für einzelne Probleme versagen können. 
Alternativ können implizite Runge-Kutta-Verfahren angewandt werden, diese können laut der Daniel-Moore-Vermutung auch bei fast beliebig hoher Ordnung A-stabil sein. 